# Sören
Sören, Søren, Soren ou Sorën est un prénom masculin originaire d'Europe du Nord, porté majoritairement par des personnes scandinaves et dans une moindre mesure néerlandaises, nord-américaines et allemandes. C'est la forme nordique de Séverin, il est fêté le 23 novembre. Sören est la forme suédoise et allemande, Søren est la forme danoise tandis que la forme Soren est davantage utilisée dans le reste du monde. Plus rarement, on trouve en France la forme Sorën dont la graphie a pour but d'éviter le son [ɑ̃] à la fin du prénom.

## Personnes portant ce prénom

### Forme «Sören»
- Sören Prévost
- Sören von Rönne
- Sören Manavian

### Forme «Søren»
- Søren Busk
- Søren Colding
- Søren Gade
- Søren Jenssen Lund
- Søren Kierkegaard
- Søren Larsen
- Søren Lerby
- Søren Sørensen
- Søren Kragh Andersen

### Forme «Soren»
- Soren Thompson
- Soren Fulton
- Soren El Gharbaoui
- Soren Seelow
- Soren Le Saëc
- Soren OB

## Toponyme
- Sören, une commune d'Allemagne située dans le Land de Schleswig-Holstein.
- Sören, une localité secondaire de Suède située dans le comté de Norrbotten.